# 丹德利
丹德利（Dandeli），是印度卡纳塔克邦Uttara Kannada县的一个城镇。总人口53287（2001年）。

## 人口
该地2001年总人口53287人，其中男性27249人，女性26038人；0—6岁人口5900人，其中男3013人，女2887人；识字率74.33%，其中男性为80.81%，女性为67.54%。